# غزنرة لبنانية
غزنرة لبنانية (الاسم العلمي:Gesneria libanensis) هي نوع من النباتات تتبع جنس الغزنرة من الفصيلة الغزنرية.